# 장 1세 드 부르봉 공작
장 1세 드 부르봉(프랑스어: Jean de Bourbon, 1381년 - 1434년)는 1410년부터 그가 사망할때까지 부르봉 공작이며, 또한 1416년부터는 오베르뉴 공작이기도 했다.
그는 루이 2세 드 부르봉과 안 도베르뉴의 장자로 태어났다.
아르마냐크-부르고뉴 내전 중에, 그는 부르고뉴와 맞서 싸웠다. 그는 아쟁쿠르 전투에서 생포당했고 몸값을 지불과 잉글랜드 국왕을 프랑스 국왕으로 지지하겠다고 했음에도 런던으로 이송되어 사망하였다.
1400년에 그는 베리 공작 장의 딸 마리 드 베리와 혼인하였다. 그들 사이에서 3명의 자녀를 두었다:
1. 샤를 드 부르봉 (1401–1456) : 부르봉 공작
2. 루이 드 부르봉(Louis de Bourbon, 1403년–1412년) : 포레츠 공작
3. 루이 드 부르봉 (1405년–1486년) : 몽팡시에 백작

장의 서출인 마르그리트(Marguerite)는 로드리고 데 비얀드란도와 결혼하였다.

## 참고 자료
- Bennett, Michael, Agincourt 1415: triumph against the odds, Osprey Publishing, 1991.

| 프랑스 귀족 작위              | 프랑스 귀족 작위                  | 프랑스 귀족 작위 |
| ----------------------------- | --------------------------------- | ---------------- |
| 이전 루이 2세                 | 부르봉 공작 1410–1434             | 이후 샤를 1세    |
| 이전 루이 2세                 | 클레르몽 보베 백작 1400–1424      | 이후 샤를 1세    |
| 이전 루이 2세 Anna d'Auvergne | 포레츠 백작 1410–1434             | 이후 샤를 1세    |
| 이전 장                       | 오베르뉴 공작 1416–1434 with 마리 | 이후 샤를 1세    |
| 이전 장                       | 몽팡시에 백작 1416–1434 with 마리 | 이후 루이 1세    |
| 이전 주르댕 4세(Jourdain VI)  | 리즐주르댕 백작 1405–1421         | 이후 장 4세      |